# Trafó – Kortárs Művészetek Háza
A Trafó – Kortárs Művészetek Háza (röviden: Trafó) egy, a kortárs művészeteket befogadó kulturális központ Budapesten.
Az üresen álló ipari épületekbe betelepülő művészeti központoknak, kulturális intézményeknek évtizedekre visszanyúló hagyománya van Európa nyugati felében. Az 1998-ban megnyílt Trafó Kortárs Művészetek Háza Magyarországon elsőként állt be ezek sorába.
A Trafó alapítói megfogalmazása alapján „egy intézmény, egy épület, egy tér, egy közeg, vibrálás, intellektuális kaland, kockázat, lehetőség. Egy ház, ami a kortárs művészeteké. Egy hely, ahol a táncról, színházról, képzőművészetről, irodalomról, zenéről szól az élet. Egy színház, amelynek nincs társulata, és ahol a néző egyenrangú az alkotással – lehetősége és egyben kötelessége is, hogy alkotó módon viszonyuljon hozzá. Egy hely, ahol az emóció az átlagosnál több teret enged maga mellett az absztrakciónak. Egy hely, amelyen keresztül kitekinthetünk a világra.”

## Történelem
Az 1909-ben épült Liliom utcai trafóház, az egykori dél-pesti transzformátor az ipari szecesszió jellegzetes alkotása. A kultúra számára egy francia anarchista művészcsoport fedezte fel az 1990-es évek elején a több mint negyven éve elhagyott helyet. A Resonance csoport megnyitotta a foglalt házat az alternatív közönségenk. Performanszok, koncertek, előadások követték egymást egy nyáron át, majd egy darabig foglalt házként működött. A Budapesti Önkormányzat a meg nem rendezett világkiállításból fennmaradt pénzből vásárolta meg az épületet, hogy azt a legendás Andrássy úti Fiatal Művészek Klubja (FMK) jogutódjaként átépítse egy a mai kornak megfelelő, többfunkciós, magas színvonalon felszerelt, kortárs művészeti központtá. A Trafó Kortárs Művészetek Háza az 1998-as Budapesti Őszi Fesztiválon nyitotta meg kapuit Bozsik Yvette darabjával.

## Profil
A Trafó programjának különös ismérve a műfaji sokszínűség, a minőségi igényesség és a nemzetköziség. Az előadóművészeti programok helyszíne a Nagyterem.
A hagyományokra legkevésbé támaszkodó előadóművészeti ág a kortárs tánc. Ezen a területen legfontosabb feladatának az esztétikai sokszínűséget, a különböző táncnyelvek bemutatását tekinti az intézmény. Emellett külön figyelmet fordítanak a legújabb kori tánctörténet szempontjából jelentős alkotók, társulatok, előadások meghívására is. A magyar és nemzetközi programok kiválogatásának a technikai korlátokat leszámítva egyetlen kritériuma a minőség.

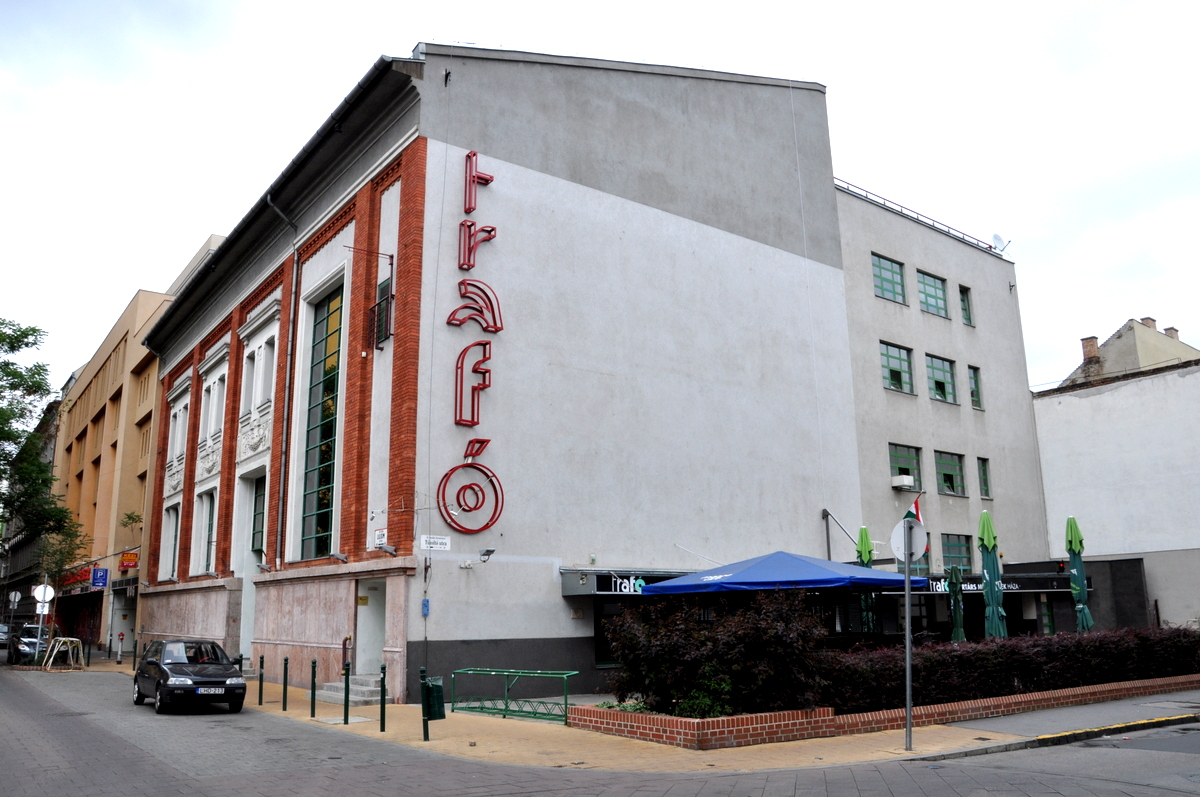

Budapest nagy színházi tradíciókkal rendelkező város, mintegy 20, többségében repertoárszínházzal, és számos apró stúdiószínházzal. A Trafó színházi programját ennek figyelembevételével alakítják ki. Programszerkesztéskor a hangsúlyt elsősorban a klasszikus színházi nyelven túlmutató, azt megújító, a színházi teret és eszközöket újító módon használó, a vizualitást előtérbe helyező előadások bemutatására teszik.

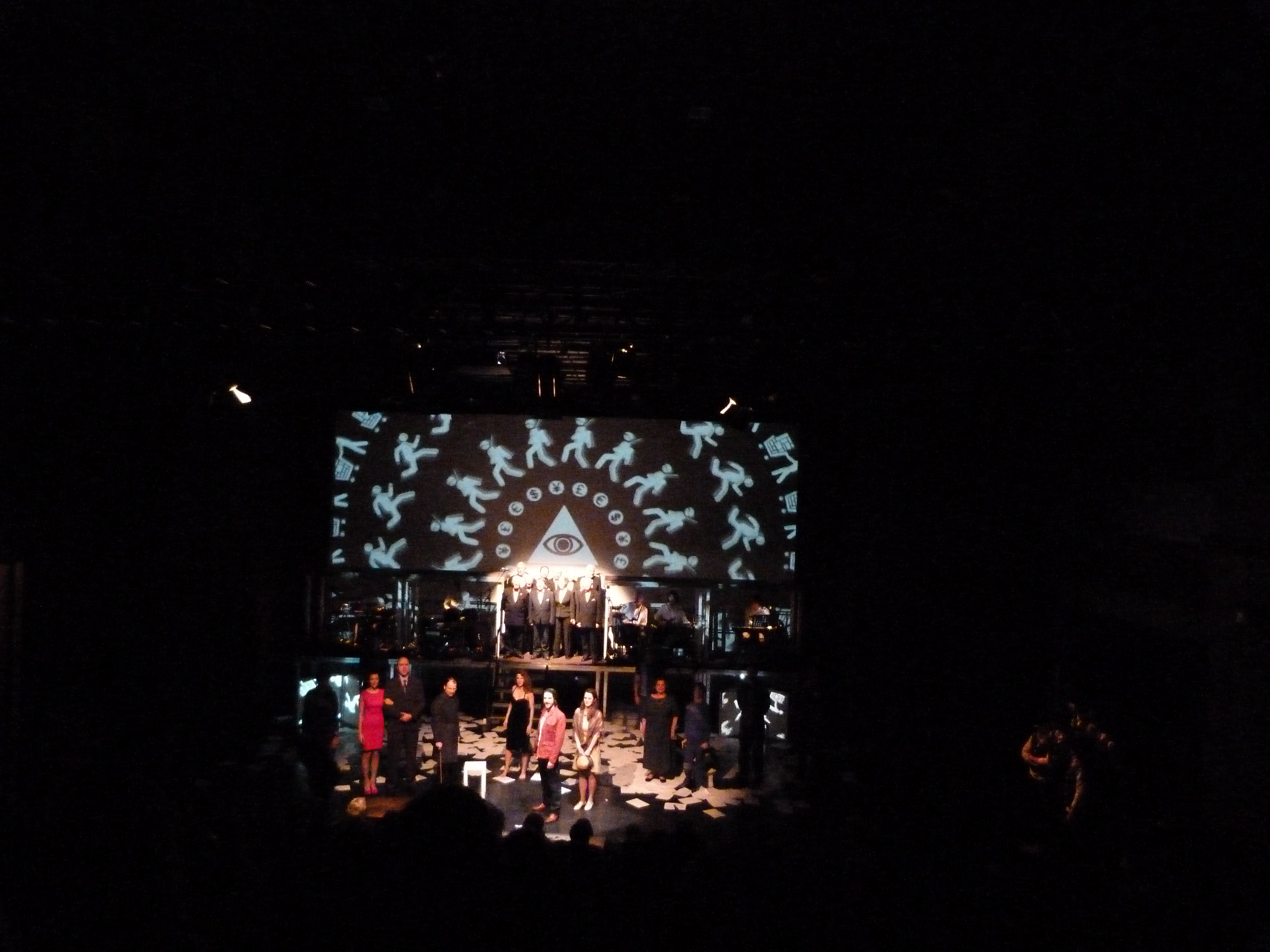
Osztrovszkij: Jövedelmező állás - TÁP Színház a Trafóban

Havi rendszerességgel a zene is képviselteti magát a Trafó programjában: a havonta 1-2 alkalommal megszervezett koncertek mellett két állandó zenei fesztivált rendeznek minden évben, nem beszélve a Trafó Bár Tangó rendszeres zenei programjairól, melyek a nagyteremi programok után veszik kezdetüket. Két zenei fesztiváljuk, a kortárs zenei programmal jelentkező Making New Waves, illetve az elektronikus tánczene és egyéb modern zenék újító képviselőit felvonultató Édentől Keletre Fesztivál jelzi a Trafó zenei szerkesztésében képviselt két fő irányvonalat.
A Trafóban gyakran tűznek műsorra műfajilag besorolhatatlan, interdiszciplináris programokat, emellett bemutatnak irodalmi indíttatású szcenírozott programokat, valamint filmes vagy multimediális eseményeket is.
A kortárs képzőművészet aktuális tendenciáit és jelenségeit a Trafó Galéria mutatja be.

## Fiatal művészek
A Trafó küldetésének tartja azt is, hogy felfedezzen és bemutatkozási lehetőséghez juttasson fiatal művészeket. Ezért teret ad olyan programsorozatoknak, mint a Műhely Alapítvány által szervezett „Inspiráció”, „Pólusok” és a „Rövid Esti Darabok”, illetve az Orkesztika Alapítvány „Szóló- és Duófesztiválja”. Az Odeon „Utolsó Csepp Fesztiválján” vagy az „EmergeandSee” rövidfilm fesztiválon az egyéb művészeti ágakban debütáló alkotókkal találkozhatunk.

## Képzés
A kész produkciók bemutatás mellett a Trafó kiemelt célkitűzése, hogy a komoly hiányosságokat mutató kortárs művészeti képzés terén is új lehetőségeket nyisson, szoros együttműködésben a Műhely Alapítvánnyal.

## Igazgatói
- Szabó György (-2011)
- Nagy József (2012-2017)
- Barda Beáta (2017-2024)
- Erdődi Katalin (2025–)[2]